# 狭叶蛇葡萄
狭叶蛇葡萄（学名：Ampelopsis delavayana var. tomentella）为葡萄科蛇葡萄属下的一个变种。

## 扩展阅读
- 維基物種上的相關：狭叶蛇葡萄